# Falsoibidion punctuosum
Falsoibidion punctuosum är en skalbaggsart som beskrevs av Holzschuh 2003. Falsoibidion punctuosum ingår i släktet Falsoibidion och familjen långhorningar. Inga underarter finns listade i Catalogue of Life.